# Pero-Casevecchie
Pero-Casevecchie es una comuna y población de Francia, en la región de Córcega, departamento de Alta Córcega.
Su población en el censo de 1999 era de 111 habitantes.

## Demografía
| 210 | 244 | 158 | 112 | 106 | 111 |
| Para los censos de 1962 a 1999 la población legal corresponde a la población sin duplicidades (Fuente: INSEE [Consultar]) |     |     |     |     |     |